# أسوسيان ديبورتيفا أتيناس
أسوسيان ديبورتيفا أتيناس (بالإنجليزية: Asociacion Deportiva Atenas) هو فريق كرة سلة أرجنتيني تأسس في 1938 ويقع في محافظة كوردوبا يلعب في دوري كرة السلة الوطني الأرجنتيني. ويعد من أنجح الفرق في الأرجنتين.

## وصلات خارجية
- الموقع الإلكتروني